# 6+5-regel
Met de term 6+5-regel wordt een voorstel aangeduid van de Zwitserse president van de FIFA Sepp Blatter en UEFA-voorzitter Michel Platini, om elke betaaldvoetbalclub verplicht te stellen minimaal zes spelers uit eigen land op te stellen voor een wedstrijd, aangevuld met maximaal vijf buitenlanders.

## Achtergrond
Op een bijeenkomst van de FIFA op 4 februari 2008 pleitte Blatter voor het invoeren van de 6+5-regel, omdat naar zijn mening "de afgelopen decennia clubs met het aantrekken van buitenlandse spelers hun identiteit hebben verloren". Jonge talentvolle spelers uit eigen land zouden bovendien hun motivatie verliezen, omdat de kans in het eerste elftal te komen aanzienlijk afneemt. Volgens Blatter moeten er juist meer kansen aan jongeren worden gegeven, om de hegemonie van de topclubs te kunnen doorbreken. In een groot aantal competities zouden er slechts vier of vijf ploegen om de titel en Europees voetbal strijden, de rest zou enkel als sparring partner gelden en moeten vechten tegen degradatie.
De Zwitser heeft het voorstel, waarin hij wordt gesteund door ex-profvoetballer en voorzitter van het uitvoerend comité van de FIFA Franz Beckenbauer, op een congres van de wereldvoetbalbond eind mei 2008 in het Australische Sydney ter stemming voorgelegd. Het congres stemde voor.

## Tegenstand
Blatters plannen roepen bij een aantal clubs veel weerstand op, omdat het voor hen op korte termijn onmogelijk is aan de plannen te voldoen. Het gaat hier vooral om grote Premiershipclubs als Liverpool en Arsenal. Laatstgenoemde had op het moment dat de regeling werd voorgesteld met Theo Walcott slechts één Engelsman in de gelederen. Het argument dat competities weer spannender worden als rijke clubs geen buitenlandse topspelers meer kunnen kopen gaat volgens sommigen ook amper op, omdat deze teams nog steeds de beste spelers uit de eigen competitie kunnen kopen.

### Juridische problemen
De 6+5-regel stuit daarnaast binnen de Europese Unie op juridische problemen, omdat het volgens de Europese wetgeving verboden is te discrimineren tussen werknemers uit eigen land en buitenlandse arbeidskrachten. Ook geldt er sinds het Bosman-arrest uit 1995 vrij werknemersverkeer binnen de EU. Blatter heeft getracht de Europese Commissie ervan te overtuigen een uitzondering te maken voor transfers binnen de voetbalwereld, maar deze toonde zich niet onder de indruk. Een woordvoerder meldde: "Het invoeren door de FIFA van de 6+5 regeling zou in strijd zijn met de wetten van de Europese Unie. De Europese Commissie geeft de FIFA geen toestemming en de wereldvoetbalbond is daar al van op de hoogte." Het Europees Parlement ziet meer in de homegrown-regel die bedacht is door de UEFA. Blatter wilde desondanks op de conferentie in mei de mogelijkheden onderzoeken van een beperking van het aantal buitenlandse spelers. Hij gaf aan dit voorstel desnoods door te zullen drukken. Wel zegde het Europees Parlement in april 2009 toe, dat ze de regel zullen bespreken bij de vergadering op 30 april 2009.
De clubs van de European Club Association hebben zich in juli 2008 tegen de regel uitgesproken, in navolging van woordvoerder Karl-Heinz Rummenigge, die al eerder had geprotesteerd. De 103 ECA-clubs zouden meer zien in de UEFA-variant, waarbij men verplicht werd minimaal acht spelers uit de eigen jeugdopleiding in de selectie op te nemen.

## Huidige situatie in Nederland en België
In het geval dat de regel daadwerkelijk zou worden doorgevoerd, heeft dat ook gevolgen voor Nederland en België. Uit een onderzoek van Voetbal International op 6 februari 2008 bleek echter dat een groot aantal eredivisionisten al aan de norm voldoen. Alleen Ajax, FC Groningen, sc Heerenveen, Heracles Almelo, PSV en Roda JC geven te weinig speeltijd aan Nederlanders. De club uit Kerkrade spande de kroon: op het moment van het onderzoek waren slechts 8 van de 20 spelers uit de selectie van Nederlandse afkomst, die gezamenlijk goed waren voor 31% van de speeltijd. Excelsior was het andere uiterste: slechts 4 van de 26 voetballers kwamen niet uit Nederland.
Een dergelijk onderzoek is nog niet uitgevoerd in België. Duidelijk is wel dat in ieder geval Club Brugge, Anderlecht en Zulte Waregem weinig te vrezen zouden hebben.